# Пилайте

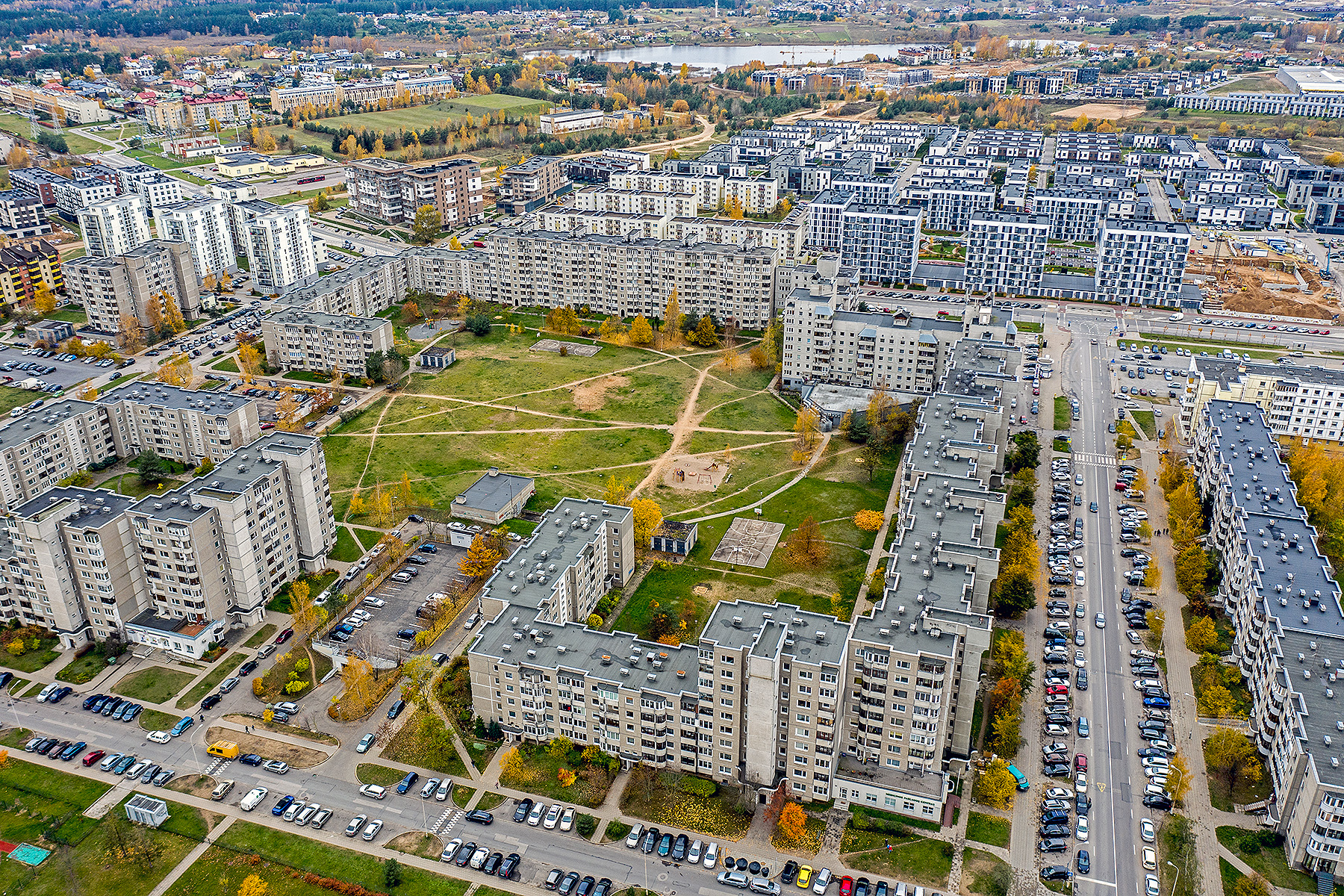

Пила́йте (лит. Pilaitė) — один из районов Вильнюса. Располагается к северо-западу от центральной части города на правом берегу реки Вилии (Нерис), на окраине города и образует староство (сянюнию; Pilaitės seniūnija). Население Пилайте составляет 20 320. Микрорайон состоит из основных улиц Караляучаус, Толминкемио, Смалине, Канто и Видуно.

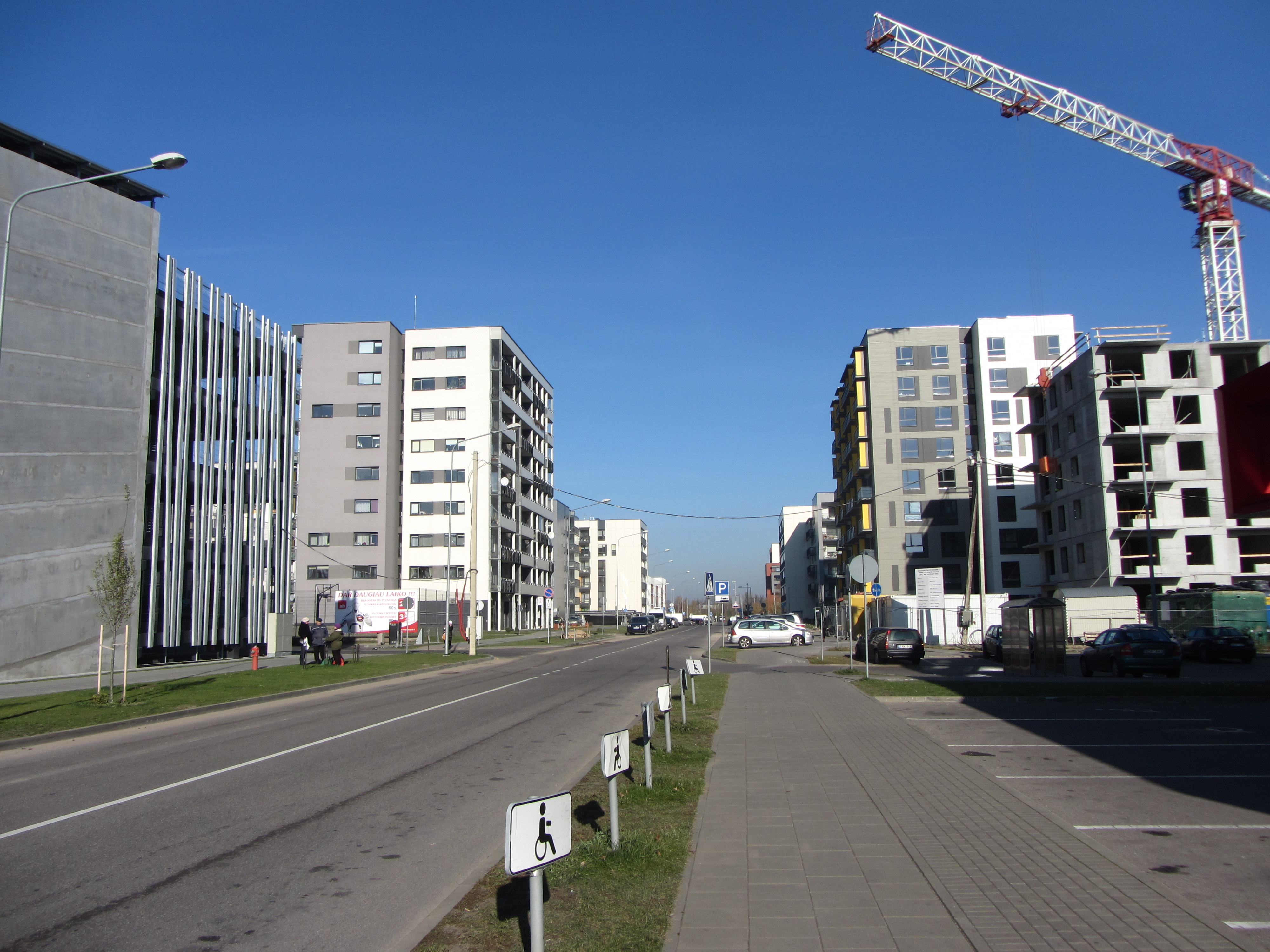
Пилайте

## Природа

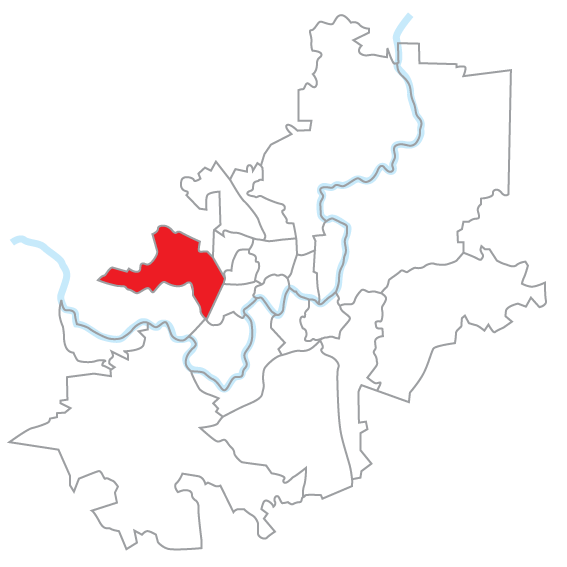
Пилайтское староство

В Пилайте есть два больших озера — Гилужё и Салотес. Также Пилайте протекает река Судерве.

## Запад
Самая главная часть Пилайте — запад. Там расположено 30 жилых домов. Так же там и местная администрация.

## Восток
На востоке Пилайте есть строительная фирма Науйойи Пилайте.

## Администрация староства
- Адрес: Видуно 18
- Администратор: Альбинас Шнирас